# Rhodochlora basicostalis
Rhodochlora basicostalis là một loài bướm đêm trong họ Geometridae.